# Berceuse sur le nom de Gabriel Fauré
La Berceuse sur le nom de Gabriel Fauré est une œuvre musicale de Maurice Ravel écrite pour violon et piano dans le cadre de l'ouvrage collectif Hommage à Gabriel Fauré, commandé par La Revue musicale et publié en octobre 1922.

## Présentation
L'Hommage à Gabriel Fauré est une commande d'Henry Prunières, le directeur de La Revue musicale, en vue de la parution d'un numéro spécial de la revue sous forme d'hommage musical in vivo au vieux maître, à l'image du Tombeau de Claude Debussy réalisé en 1920.
Sept élèves de Gabriel Fauré au Conservatoire de Paris sont sollicités : Maurice Ravel, Georges Enesco, Louis Aubert, Florent Schmitt, Charles Koechlin, Paul Ladmirault et Jean Roger-Ducasse.
La partition de Ravel, Berceuse sur le nom de Gabriel Fauré, est composée en septembre 1922, à Lyons-la-Forêt — chez sa marraine de guerre Mme Fernand Dreyfus, mère de son élève, ami et biographe Roland-Manuel — en une journée,.
La pièce est dédiée, à compter de l'édition individuelle par Durand, à Claude Roland-Manuel, le fils nouvellement né de son ami Roland-Manuel.

## Créations
La création mondiale a lieu le 28 octobre 1922 à Milan par le compositeur au piano et Remy Prìncipe au violon, à l'occasion de la soirée inaugurale de Il Convegno.
La création française a lieu à la salle Salle du Conservatoire le 13 décembre 1922, avec l'ensemble des autres œuvres (données en création mondiale) constituant l'Hommage à Gabriel Fauré, dans le cadre du 88e concert de la Société musicale indépendante, avec Hélène Jourdan-Morhange au violon, et la sœur de la violoniste au piano, Caroline Alice Morhange-Charpentier, épouse du critique musical Raymond Charpentier. Initialement, comme la violoniste l’évoque dans ses souvenirs, Maurice Ravel devait jouer au piano et avait répété avec elle la veille, mais il est resté endormi à l’Hôtel d’Athènes sous l’emprise de somnifères et a raté le concert.

## Analyse
Composée en septembre 1922 à Lyons-la-Forêt, l’œuvre est construite, à l'instar de l'Hommage à Joseph Haydn auquel Ravel avait déjà participé, autour d'un motif bâti sur la transposition en notes du nom de Gabriel Fauré. Si Enesco, Aubert, Koechlin, Ladmirault et Roger-Ducasse transcrivent seulement en musique les lettres « F.A.U.R.E. », Maurice Ravel, ainsi que Florent Schmitt, prend le parti d'intégrer les prénom et nom entiers de son professeur.

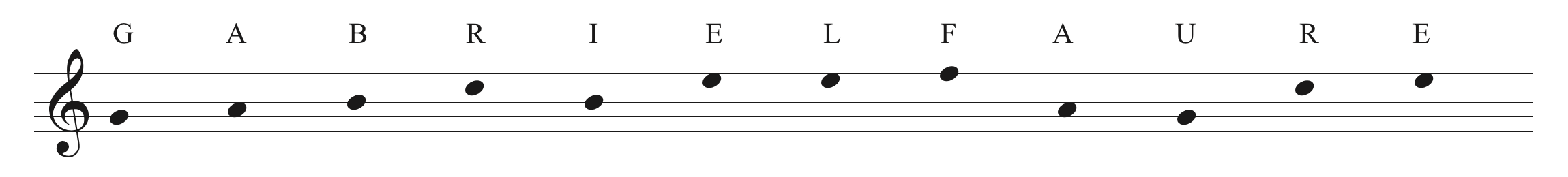
Motif musical sur le nom de Gabriel Fauré utilisé par Maurice Ravel.

Le procédé consiste, tel le motif BACH, à donner aux lettres de l'alphabet une correspondance sous forme de notes de musique : c'est un cryptogramme musical (ou une anagramme musicale selon la terminologie du musicologue Jacques Chailley). La « clé » utilisée, qualifiée « d'anglaise » par Jacques Chailley, dans le sens où le « B » représente un si naturel et non un si bémol comme en allemand (selon la désignation des notes de musique en fonction de la langue) peut se visualiser ainsi :
| do | ré | mi | fa | sol | la | si |
| -- | -- | -- | -- | --- | -- | -- |
| –  | –  | –  | –  | –   | A  | B  |
| C  | D  | E  | F  | G   | H  | I  |
| J  | K  | L  | M  | N   | O  | P  |
| Q  | R  | S  | T  | U   | V  | W  |
| X  | Y  | Z  |    |     |    |    |

Il est à noter que la version thématique publiée dans la revue diffère pour deux notes (les quatrième et cinquième) de celle publiée séparément par Durand : pour expliquer cette coquille, Chailley avance que Ravel « aurait reçu une transcription fautive ou peu lisible et, ne s'intéressant que peu au problème, l'aurait utilisée telle quelle sans vérification ; quelqu'un lui aurait entre-temps signalé la bévue et il l'aurait rectifiée pour l'édition définitive ».
Selon François-René Tranchefort, le thème retenu est à la fois mélancolique et candide, et l'harmonie est baignée d'« accords bitonaux ou les dissonances de septième majeure n'apparaîtront là que comme "fausses notes" douces et indécises ». À la fin, note Vladimir Jankélévitch, « le piano, privé de basses et accompagné au violon par de simples secondes oscillantes, joue le thème imposé avec une sorte de candeur enfantine... et la Berceuse s'éteint sur de fausses notes doucement sonores [...] ».
La pièce est notée simplice et, en conformité avec l'aspect berceuse de la partition, le violon conserve tout du long une sourdine.
Le morceau porte le numéro O 74 dans le catalogue des œuvres du compositeur établi par le musicologue Marcel Marnat. La durée d'exécution moyenne de l’œuvre est de trois minutes environ.

## Discographie
- Après un rêve, Fauré - Debussy - Ravel, Christian Svarfvar (violon), Roland Pöntinen (piano), Bis Records, 2016.
- Hommage à Joseph Haydn, Hommage à Albert Roussel, Hommage à Gabriel Fauré, Margaret Fingerhut (en) (piano), avec Kenneth Sillito (violon), Chandos Records, CHAN 8578, 1988.
- Hommages musicaux : Hommage à Gabriel Fauré, Tombeau de Claude Debussy, Oksana Lutsyshyn (en) (violon), Andrey Kasparov (en) (piano), Albany Records, TR 0922, 2007.

### Éditions
- Hommage musical à Gabriel Fauré : Sept pièces de piano sur le nom de Fauré par Maurice Ravel, Georges Enesco, Louis Aubert, Florent Schmitt, Charles Koechlin, Paul Ladmirault et Jean Roger-Ducasse, Paris, La Revue musicale, octobre 1922.
- Maurice Ravel, Berceuse sur le nom de Gabriel Fauré, Paris, Durand & Cie, 1922.

### Ouvrages
- Vladimir Jankélévitch, Ravel, Paris, Seuil, 1956, rééd. 2018 (ISBN 978-2-02-000223-3 et 978-2-7578-7445-5).
- Michel Duchesneau, L'Avant-garde musicale et ses sociétés à Paris de 1871 à 1939, Paris, Éditions Mardaga, 1997, 352 p. (ISBN 2-87009-634-8).
- Maurice Ravel. L’intégrale : Correspondance (1895-1937), écrits et entretiens, édition établie, présentée et annotée par Manuel Cornejo, Paris, Le Passeur Éditeur, 2018, 1776 p.  (ISBN 978-2368905777)

### Articles
- « Maurice Ravel » par François-René Tranchefort (dir.), Guide de la musique de chambre, Paris, Fayard, coll. « Les Indispensables de la musique », 1987, 995 p. (ISBN 2-213-02403-0, OCLC 21318922, BNF 35064530), p. 732.
- Jacques Chailley, « Anagrammes musicales et "langages communicables" », Revue de musicologie, vol. 67, no 1,‎ 1981, p. 69–79 (lire en ligne, consulté le 9 septembre 2020).